# Mswati III de Suazilandia

Estandarte Real de Mswati III.

Mswati III (nacido como Makhosetive Dlamini; Manzini, 19 de abril de 1968) es el actual rey de Suazilandia. Sucedió en el trono a su padre Sobhuza II en 1986.

## Juventud
Fue el sexagésimo séptimo hijo del rey Sobhuza II y el único hijo de Ntombi Thwala, conocida como Inkhosikati LaTfwala, una de las mujeres más jóvenes del rey. Nació en el Raleigh Fitkin Memorial Hospital, cuatro meses antes de que Suazilandia alcanzara la independencia de Reino Unido. Vivió su niñez en la Residencial Real de Etjeni, cerca del Palacio Masundwini. Su nombre de nacimiento, Makhosetive, significa Rey de Naciones.
El joven príncipe acudió a la Masundwini Primary School y a la Lozitha Palace School. Desarrolló un gran interés por la Guardia Real siendo el primer joven cadete de la Umbutfo Swaziland Defence Force (USDF). Se tomó muy seriamente su entrenamiento militar y, cuando no estaba estudiando, empleaba el tiempo libre entrenando con los soldados en los barracones militares de Masundwini, cerca de la Residencia Real de Etjeni.

## Regencia
Cuando su padre murió de neumonía en 1982, el Consejo Real eligió al joven príncipe de 14 años, Makhosetive, como futuro rey. Durante los siguientes cuatro años, hasta su mayoría de edad, dos mujeres de su familia sirvieron como regentes: la reina Dzeliwe Shongwe, en el periodo 1982-1983 y la reina Ntombi Thwala, entre 1983 y 1986, mientras él terminaba su formación en el colegio inglés Sherborne School.

## Reinado
Fue coronado príncipe en septiembre de 1983 y rey el 25 de abril de 1986 (a la edad de 18 años y 6 días, el rey más joven que tuvo nunca Suazilandia). El rey y su madre, cuyo título es Ndlovukazi o Gran Elefanta, gobiernan juntos.
Actualmente es el último rey absolutista de África. Gobierna por decretos y está firmemente opuesto a la democratización de su país, aunque restauró el Parlamento nacional que su padre había disuelto.
El gobierno de Mswati ha sido criticado por ignorar los crecientes problemas de la nación mientras él vive lujosamente, sacrificando la salud de su nación a su confort personal. Esto incluye la compra de una flota de limusinas, un jet de lujo (que costó un cuarto del presupuesto nacional), y la construcción y renovación de palacios para albergar a sus muchas esposas. Además, en el pasado ha restringido las libertades civiles y la libertad de expresión.
Cercano a las iglesias evangélicas, prohíbe el divorcio y el uso de minifaldas.
Suazilandia es principalmente rural y es uno de los países más pobres del mundo (el 63% de su población vive por debajo del umbral de pobreza), Un círculo económico de 15.000 empresarios se lleva la mayor parte de la riqueza del país. Este círculo incluye a inversores sudafricanos que vinieron a Suazilandia para encontrar una mano de obra tres veces más barata y a un grupo de empresarios blancos que heredaron de los colonos británicos.
Sin embargo, el cultivo de la caña de azúcar, el principal recurso del país, esclaviza a una parte de la población: desalojos forzosos de comunidades rurales para desarrollar plantaciones, trabajo infantil, semanas de trabajo de hasta 60 horas, etc. La Confederación Sindical Internacional denuncia "condiciones de trabajo duras e insalubres, salarios miserables y represión violenta de cualquier intento de sindicalización". En cuestiones internacionales, está especialmente cerca de Sudáfrica, Taiwán y la Unión Europea.
En 2021, el reino se ve sacudido por una ola de huelgas de funcionarios, que acusan al monarca de vaciar las arcas del país a costa de la población. En 2021, las manifestaciones a favor de la democracia llevaron al gobierno a imponer un toque de queda. Mswati III huyó del país a finales de junio, mientras la revuelta continuaba.

## Esposas
Mswati III tiene actualmente 16 esposas. Las esposas son elegidas por él mismo, y cualquier mujer virgen puede aspirar a ser esposa del rey. En agosto de 2005, 50 000 mujeres desfilaron ante Mswati III para intentar ser elegidas. Algunas de sus esposas son:
- Inkhosikati LaMatsebula: Primera esposa ritual (elegida por la familia real), tiene un título de magisterio.
- Inkhosikati LaMotsa: Segunda esposa ritual (elegida por la familia real).
- Inkhosikati LaMbikiza: Esposa senior (primera consorte elegida por el mismo rey). Nacida el 16 de junio de 1969 como Simbonelo Mngomezulu, hija de Percy Mngomezulu. Se graduó por la Universidad de UNISA, Sudáfrica. LaMbikiza se casó en 1986 y es la Directora de la Real Iniciativa Suazi para el Combate del sida (RICA). La Iniciativa se implica en el proceso de grabación de canciones suazis, sudafricanas y de artistas internacionales, para luego proceder a su venta y dedicar los fondos en programas de ayuda a afectados por el sida. En eventos internacionales, ejerce como reina consorte de Mswati III.
- Inkhosikati LaNganganza.
- Putsoana Hwala: Nacida en 1974, fue conocida como Inkhosikati LaHwala hasta que abandonó al rey.
- Delisa Magwaza: Nacida también en 1974, abandonó al rey siendo llamada antes Inkhosikati LaMagwaza.
- Inkhosikati LaMasango: Nacida en 1981, contrajo matrimonio en agosto de 2000. Se suicidó en abril en 2018.
- Inkhosikati LaGija: Pertenece al clan de los Dlamini, su nombre de nacimiento es Angel Dlamini. Se casó en mayo de 2002.
- Inkhosikati LaMagongo: Nacida con el nombre de Notsetselo Magongo, sobrina del Jefe Mlobokazana Fakudze, Jefe de Mgazini. Contrajo matrimonio en junio de 2002.
- Inkhosikati LaMahlangu: Nacida en 1984 como Zena Soraya Mahlangu. El 9 de octubre de 2002, a los 18 años, desapareció del instituto donde estudiaba. Su madre, Lindiwe Dlamini, contó que su hija había sido raptada por dos hombres, Qethuka Sgombeni Dlamini y Tulujani Sikhondze, y lo comunicó a la policía. Le contaron que su hija estaba en el Palacio Real de Ludzidzini, donde había sido asignada a "Servicios Reales". Ella reclamó que su hija volviera a su custodia y el caso llegó a los Tribunales, pero intervino el fiscal general del Estado, Phesheya Dlamini, y anunció que Mahlangu se había prometido al Rey Mswati en noviembre, y que ella estaba en el Palacio Real. No ha vuelvo a haber ningún contacto entre madre e hija. Ella se ha convertido oficialmente en su novia en una ceremonia tradicional de matrimonio celebrada en mayo de 2004.
- Inkhosikati LaNtentesa: Nacida en 1981 como Noliqhwa Ayanda Ntentesa, se prometió en noviembre de 2002 y contrajo matrimonio en una ceremonia tradicional en la Residencia Real de Ludzidzini el 26 de mayo de 2005.
- Nothando Dube: Durante su matrimonio Inkhosikati LaDube. Fue una finalista del concurso "Miss Teenage Swaziland" a la edad de 16 años. Fue elegida como esposa en la ceremonia del Reed Dance celebrada el 30 de agosto de 2004, cuando era alumna de noveno grado en el Mater Dorolosa High School. Contrajo matrimonio el 11 de junio de 2005. Falleció en marzo de 2019, como consecuencia de un cáncer de piel.
- Inkhosikati LaNkambule: Nacida como Phindile Nkambule. Elegida en septiembre de 2005 a los 17 años.
- Inkhosikati LaFogiyane: Nacida como Sindiswa Dlamini. Contrajo matrimonio el 30 de agosto de 2014.
- Inkhosikati LaSiphelele: Nacida como Siphelele Mashwama. Casados en 2019.
- Inkhosikati LaNomcebo: Nacida como Nomcebo Zuma. Casados en 2024, e hija de Jacob Zuma.

## Títulos y tratamientos
| ● 19 de abril de 1968-25 de abril de 1986: | Su alteza real el príncipe Makhosetive Dlamini de Suazilandia |
| ● 25 de abril de 1986-presente:            | Su majestad el rey Mswati III de Suazilandia                  |

## Distinciones honoríficas

### Distinciones honoríficas suazis
- Soberano Gran Maestre de la Real Orden del Rey Sobhuza II (1986).
- Soberano Gran Maestre de la Real Orden de la Gran Elefanta (2002).
- Soberano Gran Maestre de la Real Orden de la Corona (2002).
- Soberano Gran Maestre de la Real Orden Familiar de Mswati III (2002).
- Soberano Gran Maestre de la Orden Militar de Suazilandia (2002).
- Soberano Gran Maestre de la Orden del Elefante (2018).[3]

### Distinciones honoríficas extranjeras
- Caballero de la Venerable Orden de San Juan (11/1991).[4]
- Caballero Gran Cruz de la Orden de Buena Esperanza (República de Sudáfrica, 08/1995).[5][6]

## Ancestros
|  |                             |  |  |  |  |  |  |  |  |  |  |  |  |  |  |  |
|  | 16. Mswati II               |  |  |  |  |  |  |  |  |  |  |  |  |  |  |  |
|  |                             |  |  |  |  |  |  |  |  |  |  |  |  |  |  |  |
|  |                             |  |  |  |  |  |  |  |  |  |  |  |  |  |  |  |
|  | 8. Dlamini IV               |  |  |  |  |  |  |  |  |  |  |  |  |  |  |  |
|  |                             |  |  |  |  |  |  |  |  |  |  |  |  |  |  |  |
|  |                             |  |  |  |  |  |  |  |  |  |  |  |  |  |  |  |
|  | 17. Nandzi Nkambule         |  |  |  |  |  |  |  |  |  |  |  |  |  |  |  |
|  |                             |  |  |  |  |  |  |  |  |  |  |  |  |  |  |  |
|  |                             |  |  |  |  |  |  |  |  |  |  |  |  |  |  |  |
|  | 4. Ngwane V                 |  |  |  |  |  |  |  |  |  |  |  |  |  |  |  |
|  |                             |  |  |  |  |  |  |  |  |  |  |  |  |  |  |  |
|  |                             |  |  |  |  |  |  |  |  |  |  |  |  |  |  |  |
|  | 18. Matsanjana Mdluli       |  |  |  |  |  |  |  |  |  |  |  |  |  |  |  |
|  |                             |  |  |  |  |  |  |  |  |  |  |  |  |  |  |  |
|  |                             |  |  |  |  |  |  |  |  |  |  |  |  |  |  |  |
|  | 9. Labotsibeni Mdluli       |  |  |  |  |  |  |  |  |  |  |  |  |  |  |  |
|  |                             |  |  |  |  |  |  |  |  |  |  |  |  |  |  |  |
|  |                             |  |  |  |  |  |  |  |  |  |  |  |  |  |  |  |
|  | 2. Sobhuza II               |  |  |  |  |  |  |  |  |  |  |  |  |  |  |  |
|  |                             |  |  |  |  |  |  |  |  |  |  |  |  |  |  |  |
|  |                             |  |  |  |  |  |  |  |  |  |  |  |  |  |  |  |
|  | 10. Jefe Ngolotjeni Nxumalo |  |  |  |  |  |  |  |  |  |  |  |  |  |  |  |
|  |                             |  |  |  |  |  |  |  |  |  |  |  |  |  |  |  |
|  |                             |  |  |  |  |  |  |  |  |  |  |  |  |  |  |  |
|  | 5. Lomawa Ndwandwe          |  |  |  |  |  |  |  |  |  |  |  |  |  |  |  |
|  |                             |  |  |  |  |  |  |  |  |  |  |  |  |  |  |  |
|  |                             |  |  |  |  |  |  |  |  |  |  |  |  |  |  |  |
|  | 11. Msindvose Ndlela        |  |  |  |  |  |  |  |  |  |  |  |  |  |  |  |
|  |                             |  |  |  |  |  |  |  |  |  |  |  |  |  |  |  |
|  |                             |  |  |  |  |  |  |  |  |  |  |  |  |  |  |  |
|  | 1. Mswati III               |  |  |  |  |  |  |  |  |  |  |  |  |  |  |  |
|  |                             |  |  |  |  |  |  |  |  |  |  |  |  |  |  |  |
|  |                             |  |  |  |  |  |  |  |  |  |  |  |  |  |  |  |
|  | 3. Ntfombi Tfwala           |  |  |  |  |  |  |  |  |  |  |  |  |  |  |  |
|  |                             |  |  |  |  |  |  |  |  |  |  |  |  |  |  |  |
|  |                             |  |  |  |  |  |  |  |  |  |  |  |  |  |  |  |